# Altinópolis
Altinópolis este un oraș în São Paulo (SP), Brazilia.